# جوكار (مارغون)
جوکار (بالفارسية: جوکار) هي قرية تقع في إيران في قسم مارغون الريفي. يقدر عدد سكانها بـ 332 نسمة بحسب إحصاء 2016.